# زواج المثليين في نيوفندلاند ولابرادور
أصبح زواج المثليين قانونيا في المقاطعة الكندية نيوفندلاند ولابرادور قانونيا منذ 21 ديسمبر 2004، عندما أمرت المحكمة العليا في نيوفندلاند ولابرادور (محكمة الاستئناف) المقاطعة بإصدار تراخيص زواج للأزواج المثليين.

## الحكم القضائي
في 4 نوفمبر 2004، قام اثنان من الأزواج المثليين الذين حرموا من تراخيص الزواج (جاكلين بوتل ونويل فرانتش، وليزا زيغلر وتيريزا والش) برفع دعوى ضد الحكومة الفيدرالية وحكومة المقاطعة، حيث طلبوا من الحكومة الإقليمية إصدار تراخيص زواج للأزواج المثليين.
وبذلك أصبحت نيوفندلاند ولابرادور ثامن مقاطعة من المقاطعات والأقاليم الثلاثة عشر في كندا التي رفعت دعوى قضائية من هذا القبيل. وكانت الحكومة الفيدرالية قد توقفت مؤخرًا عن معارضة مثل هذه الدعاوى. لم تعارض حكومة المقاطعة الدعوى؛ أعلن النائب العام الإقليمي أن مكتبه لن يعارض الدعوى. بدأت القضية في 13 ديسمبر 2004، وتم الاستماع إليها اعتبارًا من 20 ديسمبر 2004.
استغرق القاضي ديريك غرين يومًا واحدًا فقط لاتخاذ قرار باتباع السوابق من المقاطعات الأخرى وإقليم يوكون وأمر بإصدار شهادات زواج للأزواج المثليين في نيوفندلاند ولابرادور، مما يجعل زواج المثليين قانونيًا في نيوفندلاند ولابرادور. أشار وزير العدل توم مارشال إلى أن الحكومة ستلتزم على الفور. تزوجت السيدة بوتل والسيدة فرانتش في 23 ديسمبر من قبل آندي ويلز، عمدة مدينة سانت جونز.
ومع ذلك، قال بعض المسؤولين، بما في ذلك كلود إليوت رئيس بلدية غاندر، وجيري دين رئيس بلدية إنهم سيرفضون تولي مهامهم في مثل هذه الاحتفالات. حذرت حكومة المقاطعة مفوضي الزواج المدني، مثل رؤساء البلديات أو قضاة الصلح، من أنه يتعين عليهم القيام بحالات زواج المثليين هذه أو الاستقالة، لأن زواج المثليين أصبح قانوني الآن. وهذا يشابه خطوة سابقة من قبل حكومة مقاطعة مانيتوبا.
طلب غوردون يونغ، القس الإنجيلي لكنيسة سانت جون الأولى، من محكمة الاستئناف العليا في نيوفندلاند السماح له باستئناف الحكم الذي أقر زواج المثليين. ولكن قضيته لم تثمر عن شيء.

## تشريعات المقاطعة
في نيسان/أبريل 2002، أقر مجلس الجمعية في نيوفندلاند ولابرادور تعديلات على قانون التبني تسمح للشركاء والأزواج المثليين بتبني الأطفال بشكل مشترك.
في أيار/مايو 2009، عدل مجلس النواب قانون الزواج باستبدال عبارة «الزوج والزوجة» بعبارة «الزوجين». غيرت التشريعات الأخرى التي صدرت في ديسمبر 2009 تعريف «الزوج» ليشمل الأزواج المثليين في قوانين أخرى، وخاصة «قانون الأسرة».